# 真實波動幅度均值
真實波動幅度均值（英語：Average True Range）是由美國機械工程師、技術分析師威勒斯·威爾德（J. Welles Wilder）所發展出來的技術分析指標，以N天的指數移動平均數平均後的交易波動幅度。

## 計算方法
某日的簡單交易幅度是當日之「最高價{\displaystyle H_{t}} −最低價{\displaystyle L_{t}}」。而「真實波動幅度」（True Range，TR）則包含前一日的收盤價{\displaystyle C_{t-1}}，是以{\displaystyle H_{t}}、{\displaystyle L_{t}}、{\displaystyle C_{t-1}}三個價格做比較，求出當日股價波動的最大幅度。

### TR公式
{\displaystyle TR=max(H_{t},C_{t-1})-min(L_{t},C_{t-1})}
〔註〕
- {\displaystyle H_{t}}表{\displaystyle t}日的最高價；
- {\displaystyle L_{t}}表{\displaystyle t}日的最低價；
- {\displaystyle C_{t-1}}表{\displaystyle t-1}日的收盤價；
- {\displaystyle H_{t}}恆大於{\displaystyle L_{t}}。

### ATR公式
真實波動幅度均值便是「真實波動幅度」之{\displaystyle n}日指數移動平均數。
{\displaystyle ATR=EMA_{(TR,n)}}

## 意義
波動幅度的概念表示可以顯示出交易者的期望和熱情。大幅的或增加中的波動幅度表示交易者在當天可能準備持續買進或賣出股票。波動幅度的減少則表示交易者對股市沒有太大的興趣。

## 延伸閱讀
- J. Welles Wilder（英语：J. Welles Wilder Jr.）, New Concepts in Technical Trading Systems, Trend Research, 1978, ISBN 0-89459-027-8